# CD Cobresal
CD Cobresal (offiziell Club de Deportes Cobresal) ist ein chilenischer Fußballverein aus El Salvador. Der 1979 gegründete Verein, der 2015 erstmals chilenischer Fußballmeister wurde, spielt derzeit in der Primera División und trägt seine Heimspiele im Estadio El Cobre aus, das Platz für 20.800 Zuschauer bietet.

## Geschichte
Der Verein Club de Deportes Cobresal wurde am 5. Mai 1979 in der chilenischen Stadt El Salvador in der Region Atacama gegründet. Ein Jahr später wurde dann auch die künftige Spielstätte des Vereins, das Estadio El Cobre fertiggestellt. Dabei ist auffällig, dass das Stadion mit seinen gut 20.000 Zuschauerplätzen beinahe dreimal so viele Plätze aufweist wie die Stadt El Salvador Einwohner.
CD Cobresal erreichte schon drei Jahre nach der Gründung des Vereins den erstmaligen Aufstieg in die Primera División, die höchste Spielklasse im chilenischen Fußball. Nach dem Aufstieg 1982 konnte man sich in der ersten Liga etablieren, gerade einmal zwei Jahre später wurde man chilenischer Vizemeister, nur zwei Zähler hinter Universidad Católica. Bei der darauffolgenden Teilnahme an der Copa Libertadores 1986 schied Cobresal ungeschlagen in der ersten Gruppenphase aus.
1987 schaffte CD Cobresal den ersten Titelgewinn der Vereinsgeschichte, als man das Endspiel der Copa Chile mit 2:0 gegen den heutigen Rekordmeister CSD Colo-Colo für sich entscheiden konnte und Pokalsieger des südamerikanischen Landes wurde. Im Jahr darauf errang der noch nicht einmal zehn Jahre alte Verein erneut die Vizemeisterschaft in der Liga, als man den zweiten Rang in der Primera División hinter CD Cobreloa, einem Verein mit ähnlicher Geschichte, ähnlichem Namen und ähnlichem Logo wie Cobresal, belegte. Mit dem Ende der Achtzigerjahre ging auch der Erfolg von CD Cobresal immer mehr zurück. 1992 ereilte den Verein der Abstieg in die Primera División B, nachdem man sich zuvor acht Jahre in der ersten Liga gehalten hatte. Zwar gelang der sofortige Wiederaufstieg, noch als Aufsteiger verfehlte man 1994 den Klassenerhalt und musste erneut absteigen. Nun dauerte es bis 1999, ehe man in El Salvador wieder Erstligafußball zu sehen bekam. Allerdings folgte sogleich der erneute Abstieg. 2001 gelang dann die Rückkehr aufs höchste Level des chilenischen Vereinsfußballs, und diesmal schaffte es Cobresal auch, sich dauerhaft zu etablieren. Seit 2002 spielt der Verein nun in der Primera División.
Cobresal konnte sich in den Jahren nach dem Aufstieg im oberen Drittel der Primera División festsetzen und erreichte über Spielzeiten hinweg ansprechende Platzierungen. In den letzten Jahren lief es dann allerdings immer schlechter und der Verein rückte immer näher an die Abstiegsregionen heran. Nachdem man die Saison 2012 auf dem siebzehnten Platz abgeschlossen hatte, wurde man ein Jahr später sogar ganz Letzter und vermied den direkten Abstieg nur aufgrund der in Chile wie in den meisten südamerikanischen Ländern praktizierten Abstiegsregel, nach der die Absteiger durch ihre Leistungen in den zurückliegenden Jahren ermittelt werden. Das nun nötige Relegationsspiel gegen Curicó Unido gewann man dann mit 3:0 nach Hin- und Rückspiel und verblieb in der Primera División. 2015 gelang mit dem Gewinn der Clausura der erste Titel in der chilenischen Liga.

## Erfolge
- Chilenischer Meister: 1× (2015 C)
- Chilenischer Pokalsieger: 1× (1987)
- Primera División B: 2× (1983, 1998)

## Trainer
- Ricardo Ortíz (1998)
- Julio Acuña (Januar 2004–Mai 2004)

## Bekannte Spieler
- Ronald Fuentes, chilenischer WM-Teilnehmer von 1998, als Spieler von 1987 bis 1993 bei Cobresal, später den Rest seiner Karriere bei Universidad de Chile
- Pablo Pallante, ehemaliger uruguayischer Jugendnationalspieler, 2011 bis 2012 bei CD Cobresal
- Franklin Lobos Ramírez, einer der Verschütteten beim Grubenunglücks von San José, im Laufe seiner Spielerkarriere insgesamt zwei Mal bei Cobresal aktiv
- Iván Zamorano, entstammt der Jugend von Cobresal, später 69-facher Nationalspieler Chiles und Spieler unter anderem beim FC Sevilla, bei Real Madrid und Inter Mailand